# James Dibble
James Edward Dibble (1923 - 13 de dezembro de 2010) foi um apresentador de televisão australiano.